# Irina Abrámova
Irina Olégovna Abrámova (nacida el 16 de septiembre de 1962) es una economista rusa, miembro del Presidium de la Academia de Ciencias de Rusia (ACR), Directora del Instituto de Estudios Africanos de la ACR, Miembro corresponsal de la ACR, Doctora en Ciencias Económicas, Profesora.

## Biografía
Nació el 16 de septiembre de 1962.
En 1984 graduó con honores el Departamento de Arabismo de la Facultad Socioeconómica del Instituto de Estudios de los Países de Asia y África de Universidad Estatal Lomonosov de Moscú.
En 1987 defendió su tesis doctoral sobre "Problemas socioeconómicos de la urbanización en RAE".
De 1994 a 1997, fue lector invitado en las universidades de Tubinga, Bochum y Heidelberg (Alemania) y en la Universidad de San Gall (Suiza).
En 2011, defendió su tesis para obtener el título de Doctor en Ciencias Económicas "El potencial de recursos de África en la economía mundial del siglo XXI (Determinantes endógenos de la participación de los países africanos en el nuevo modelo económico mundial)".
En 2015, fue designada en el cargo de Director del Instituto de Estudios Africanos de la ACR.
El 28 de octubre de 2016 fue elegida Miembro Corresponsal de la Academia de las Ciencias de Rusia  en el Departamento de Problemas Globales y Relaciones Internacionales. En 2017, fue elegida miembro del Presidium de la Academia de Ciencias de Rusia. Es miembro de la  Comisión Suprema de Certificación de la Federación de Rusia.

## Actividad científica y social
Especialista principal del Departamento de Problemas Globales y Relaciones Internacionales de la ACR sobre los problemas de la economía y la población de África.
En 2004 y 2005, participó en conferencias y seminarios en Rusia y en el extranjero en el marco del Programa Internacional contra el Blanqueo de Capitales y la Financiación del Terrorismo como experta del Consejo de Europa.
En 2004, intervino en el Simposio Internacional sobre Lucha contra la Delincuencia Económica, que se celebra anualmente en Cambridge (Reino Unido).
En cooperación con científicos rusos y extranjeros, en 2005-2011 organizó y realizó estudios de campo en varios países europeos y africanos sobre los problemas de la población y la migración laboral internacional.
Miembro del Consejo Científico de la ACR sobre problemas de África. Participante en más de 80 conferencias y seminarios internacionales celebrados en Rusia y en el extranjero.
Miembro del consejo editorial de la revista "Asia y África Hoy".
Autor de más de 110 artículos científicos publicados en Rusia y en el extranjero, incluidas 8 monografías.

## Premios
- Medalla "Por contribución significativa a la organización de la Cumbre y el Foro Económico Rusia-África" (2019)[2]
- Medalla de la Orden al Mérito de la Patria II grado (10 de septiembre de 2020) — por su gran contribución al desarrollo de la ciencia y muchos años de actividad fructífera[3]

## Monografías
1. Абрамова И. О., Поликанов Д. В. Интернет и Африка: параллельные реальности. М.: Институт Африки РАН, 2001. 180 с.
2. I. Abramova, D. Magnusson et al. International experience in prevention of terrorist financing. (Международный опыт по предотвращению финансирования терроризма). Council of Europe, Moscow. 2005. PP. 1-400. (на англ. яз.).
3. Абрамова И. О. Арабский город на рубеже тысячелетий. М.: Восточная литература, 2005. 256 с.
4. Абрамова И. О., Фитуни Л. Л., Сапунцов А. Л. «Возникающие» и «несостоявшиеся» государства в мировой экономике и политике. М.: Институт Африки РАН, 2007. 198 с.
5. I. Abramova, C. Stoll, К. Tkachenko. Germany in Africa: reconciling business and development. (Германия в Африке: бизнес и развитие). M.: Institute for African Studies RAS, 2009. PP. 1-192. (на англ. яз.).
6. Абрамова И. О. Африканская миграция: опыт системного анализа. М.: Институт Африки РАН, 2009. 354 с.
7. Leonid Fituni, Irina Abramova. Resource Potential of Africa and Russia’s National Interests in the XXI Century. (Ресурсный потенциал Африки и национальные интересы России в XXI веке). M., Institute for African Studies. RAS. 2010, PP. 1-212. (на англ. яз.)
8. Абрамова И. О. Население Африки в новой глобальной экономике. М.: Институт Африки РАН, 2010. 496 с.